# Pirgos
|  | Per a altres significats, vegeu «Pirgos (desambiguació)». |

Pirgos (en grec Πύργος) és una ciutat grega, capital de la unitat perifèrica d'Èlide, a la perifèria de Grècia Occidental. És un important centre comercial i el seu port es troba a la localitat de Katakolo. La seva població censada el 2001 era de 34.902 habitants en el demo, dels quals 23.791 vivien al nucli de Pirgos.

## Toponímia
En la mateixa localització en què es troba Pirgos avui en dia, es localitza l'antiga ciutat de Disponti. A la rodalia d'aquesta se situava també l'antiga ciutat de Letrinos, d'on prové el nom del démos de Létrina, que va rebre fins a la dècada del 1980. El topònim actual prové de la torre que va construir el 1512 el bei de la regió, Georgios Tserondàs, encara que el primer ús constatat del topònim és de 1778.

## Història
El nucli històric de Pirgos, hereu de les antigues ciutats de Disponti i Letrinos, va aparèixer devers el segle xvi entorn de la torre construïda el 1512 pel bei Georgios Tserondàs. Durant el domini venecià, Pirgos va ser una estació de pas per als comerciants que es dirigien a l'illa de Zacint. Posteriorment, amb la conquesta dels turcs, va esdevenir un centre econòmic important. No obstant això, el nombre de turcs que habitaven la ciutat va ser considerablement reduït i localitzat, de manera que el poder local es mantengué en mans de les oligarquies gregues. No obstant això, la ciutat es posicionà al costat pro-turc en la revolta d'Orlov, precursora de la Guerra d'independència grega. En aquesta segona revolta, però, Pirgos va ser una de les primeres ciutats a alçar-se, el 29 de març.
Després de la independència de Grècia, Pirgos va esdevenir la capital de la província de l'Èlida. La població de la ciutat havia disminuït sensiblement i l'estat general era lamentable, car un gran nombre d'edificis estava en ruïnes. Per tant, el 26 juliol 1830 es va sol·licitar l'arribada d'un arquitecte per executar un pla general de reconstrucció i a més construir un ajuntament, tot això amb diners públics.
Durant el període de 1851 a 1855 el desenvolupament de l'exportació de panses va créixer fins al punt que el govern va crear una oficina d'impostos a Pirgos per facilitar-ne la recol·lecció, atesos els grans ingressos dels agricultors i comerciants. Al cap de poc es va instal·lar el consolat d'Itàlia, al qual van seguir els de Noruega, els Països Baixos, Alemanya, l'Imperi Austrohongarès, els Estats Units i França. El 1888 va tenir lloc la primera concentració pública dels agricultors per causa de l'abandonament que patien per part de l'estat, el que va derivar en un llarg conflicte en el qual l'estat es va veure obligat fins i tot a enviar l'exèrcit en diverses ocasions. Durant la Segona Guerra Mundial, Pirgos va ser ocupat primer per un cos de 700 italians que van desembarcar el 5 de maig de 1941. Aquest va ser substituït posteriorment per un cos d'alemanys; el nombre va variar al llarg del temps fins que, el 4 de setembre de 1944 els darrers soldats van abandonar la ciutat.

## Demografia
El 2001, la ciutat de Pirgos tenia 34.902 habitants, segons xifres oficials del Ministeri Grec d'Interior.

## Mitjans de comunicació

### Premsa
Els primers indicis sobre l'edició de publicacions periòdiques en Pirgos daten de 1867 quan es va publicar per primera vegada el periòdic setmanal La Veu de l'Èlida (Η Φωνή της Ηλείας, "I Foní tis Ilías"). Influïts per l'esperit il·lustrat, l'any següent comencen a editar-se tres nous setmanaris. Segueix un període d'estabilitat entre 1868 i 1884 que es veu trencat per les noves publicacions que sorgeixen a partir d'aquest any: Èlida (Ηλεία, "Ilía"), Amic del poble (Φίλος του λαού, "Fílos tu Laú"), Pioner (Σκαπανεύς, "Skapanéfs"), etc. També va ser d'importància la publicació de l'històric assaig del professor Georgios Papandreu l'Eleu (Ηλειακά, "Iliaká") el 1888. Actualment s'editen tres diaris en Pirgos: Patrís (Πατρίς), Próti (Πρώτη) i Proiní (Πρωινή).

## Patrimoni

### Patrimoni Civil
- Palau Municipal (Λάτσειο Δημοτικό Μέγαρο, "Látseio Dimotikó Mégaro"): Es va construir segons els plànols de Ianis Latsis. És seu de l'ajuntament i de la Sala d'Exposicions Populars.
- Mercat Municipal (Δημοτική Αγορά, "dimotikí Agorà"): En origen de fusta, en 1889 es va construir l'edifici actual, inaugurat el 1890. Actualment alberga el Museu Arqueològic de Pirgos.
- Teatre Apol·lo (Θέατρο «Απόλλων», "Théatro Apól·lon"): Data del segle xix, obra de l'arquitecte Socratis Silaidópulu. Usat com a estable durant la Segona Guerra Mundial, en l'actualitat està totalment rehabilitat.

### Patrimoni Religiós
- Església de Sant Harálabos (Ναός του Αγίου Χαραλάμπου, "Naos tu Agíu Haralabu"): es va construir al segle xviii, sota domini turc, per iniciativa d'una família de l'aristocràcia local. Sant Harálabos és el patró de Pirgos ja, segons la tradició, va salvar la ciutat de la pesta.
- Església de Santa Kiriaki (Ναός της Αγίας Κυριακής, "Naos tis Agias Kiriakís"): d'estil gòtic, és l'església més antiga de Pirgos. En el seu exterior hi ha interessants imatges de Tamvakis de Zacint.
- Església de Sant Atanasi (Ναός του Αγίου Αθανασίου, "Naos tu Agíu Athanasíu"): Es troba sobre un dels turons de la zona. Alberga una imatge de la Verge que, segons la tradició, va ser comprada a uns monjos del Mont Atos. Aquests, tot i que en principi es van negar a vendre la imatge i van posar rumb a Zacint per trobar un millor postor, no van poder creuar i van haver de tornar a Pirgos i vendre allà.
- Església de Sant Nicolau (Ναός του Αγίου Νικολάου, "Naos tu Agíu Nikoláu"): És l'església metropolitana de Pirgos. Va ser totalment destruïda en 1885, per la qual cosa es va començar a reconstruir el 1889, tot i que les obres no van finalitzar fins a 1906.